# Alexander Rueb
Alexander Rueb (født 7. december 1882, død 2. februar 1959) var en hollandsk advokat, diplomat, skakspiller og skakfunktionær. Han var med til at stifte verdensskakforbundet FIDE i 1924 og var forbundets præsident fra start til 1949.

## Biografi
Alexander Rueb repræsenterede Holland ved skakturneringen under OL i Paris i 1924. Her var han ved turneringens afslutning med til at stifte et verdensskakforbund, FIDE, og blev valgt til forbundets første præsident.

### I FIDEs tjeneste
FIDEs største ambition var at komme til at arrangere verdensmesterskabet, som lå i privat regi. Der skulle imidlertid gå over to årtier, før det første VM arrangeret af FIDE fandt sted. Til gengæld fik man indført en nationsturnering for hold (skakolympiaderne) og et verdensmesterskab for kvinder.
Ved FIDEs kongres i 1935 nedsatte man en komite (som bl.a. omfattede verdensmesteren Aleksandr Alekhin), som skulle finde egnede kandidater til at udfordre verdensmesteren. 
På kongressen i 1936 erklærede Rueb, at de nationale skakforbunds delegerede måtte forholde sit upartisk ift. verdensmesterskabet og at man både skulle lytte til verdensmesteren og andre førende mestres synspunkter. Han håbede at 1937-kongressen i Stockholm ville føre til en endelig beslutning.
På baggrund af kongressen foreslog det hollandske skakforbund i 1937, at man det følgende år skulle afholde en kandidatturnering med deltagelse af taberen af returmatchen mellem verdensmesteren Max Euwe og den detroniserede mester Alekhin, som skulle finde sted senere i 1937. Derudover skulle deltage Mikhail Botvinnik, José Raúl Capablanca, Reuben Fine, Salo Flohr, Paul Keres, Samuel Reshevsky og måske yderligere en mester.
Ved 1937-kongressen blev det hollandske forslag nedstemt, og man forsøgte i stedet at vælge en kandidat, som skulle møde verdensmesteren. Oprindeligt havde man peget på Capablanca, men efter to afstemningsrunder blev Flohr valgt.
FIDEs beslutning – og ikke mindst Alexander Rueb – blev efterfølgende kraftigt kritiseret. Bl.a. skrev Fine i tidsskriftet CHESS, at Rueb bevidst havde forsøgt at sabotere det hollandske forslag.
Efterfølgende genvandt Alekhin sit mesterskab og AVRO turneringen 1938 (med deltagelse af alle de nævnte mestre) blev gennemført med Paul Keres som vinder. Resultatet var, at alt stadig var i luften, da 2. verdenskrig brød ud.
Under 2. verdenskrig var Holland besat og FIDE lå i dvale. Først i starten af 1946 kunne Rueb begynde at reorganisere skakverdenen. Siden kongressen i 1938 var tre af de seneste fire verdensmestre afgået ved døden: Emanuel Lasker, Capablanca og den regerende mester Aljechin. På FIDEs kongres i 1947 besluttede man at gennemføre en matchturnering for at finde den nye verdensmester.
I 1949 kunne Rueb overlade roret til svenske Folke Rogard.

### Skak som passion
Rueb havde et omfattende skakbibliotek, som gik til grunde under bombninger i 1945. Efter krigen genopbyggede han samlingen, og ved hans død arvede Amsterdam Universitets bibliotek den.
Ruebs speciale inden for skak var slutspilstudier, og han udgav to værker parallelt: Schaakstudie (Gouda, 1949–1955, fem bind) og fem binds tillæg: Bronnen van Schaakstudie. I 1951 udnævnte FIDE ham til international dommer af skakkompositioner.